# HD 2263
HD2263 є хімічно пекулярною зорею спектрального класу A3 й має видиму зоряну величину в смузі V приблизно  9.2.
.

## Пекулярний хімічний вміст
Зоряна атмосфера HD2263 має підвищений вміст Si.